# Лютівка (Богодухівський район)
Лю́тівка — село в Золочівській громаді Богодухівського району Харківської області України. Населення становить 631 осіб.

## Географія
Село Лютівка знаходиться біля витоків річки Грайворонка, нижче за течією річки за 3 км розташоване село Широкий Яр. У селі багато загат.

## Назва
Так як село знаходилося на перетині Муравського та Сумського шляхів, якими користувалися загони кримських і ногайських татар під час грабіжницьких наскоків на Лівобережну і Слобідську Україну то це було місце люте. Грабежі і убивства прославили цей, колись дикий кут Харківської губернії.

## Історія
Дата першої згадки - 1732 рік. 
Поселення виникло в дуже зручному місці — на перетині Муравського та Сумського шляхів, біля витоку річки Козача (пізніше Грайворонка) — як хутір, який потім став великою слободою.
Адміністративно відносилося спочатку до Золочівського, потім, після ліквідації, до Богодухівського повіту Харківської губернії .
Населення слободи, власником якого був пан генерал-поручник Іван Самойлович Хорват в 1779 році було досить великим і становило 750 «власницьких підданих» душ (ймовірно, враховувалися тільки чоловіки) .
Таким чином, Лютівка в тому році була шостим за кількістю населення населеним пунктом Золочівського повіту без самого Золочева (750 чол.), поступаючись тільки містечка Вільшана (2695), слободам Дементіївка (1176) і Лопань (868), селу Удь (973) і селищу Довжик (811).
Село постраждало внаслідок геноциду українського народу, вчиненого урядом СССР у 1932—1933 роках, кількість встановлених жертв — 59 людей.
12 червня 2020 року, розпорядженням Кабінету Міністрів України № 725-р «Про визначення адміністративних центрів та затвердження територій територіальних громад Харківської області», увійшло до складу Золочівської селищної громади.
19 липня 2020 року, в результаті адміністративно-територіальної реформи та ліквідації Золочівського району, село увійшло до складу Богодухівського району.

## Населення

### Мова
Розподіл населення за рідною мовою за даними перепису 2001 року:
| Мова       | Відсоток |
| ---------- | -------- |
| українська | 93,03%   |
| російська  | 5,86%    |
| білоруська | 1,11%    |

## Лютівська садиба
У XVIII столітті належала знатному роду Хорватів, від садиби яких в XIX столітті збереглися господарські будівлі, флігель, мавзолей в доричному стилі в саду, церква 1765 року.
У 1809 маєток купила капітанша М. А. Жовтухіна. У 1834 році її син побудував церкву в стилі класицизму з одним з найкращих у губернії іконостасів. Потім маєток купила статс-дама Клейміхель Клеопатра Петрівна. В її будинку були цікаві інтер'єри та меблі з санкт-петербурзького будинку знаменитого історика Миколи Карамзіна (старовинний кабінет Карамзіна), куплений її чоловіком графом Миколою Клейнміхелем, колекціонером, видавцем книги «Старовинні садиби Харківської губернії».
На даний момент садиба знаходиться в напівзруйнованому стані, церква згоріла ще до революції, липова алея, що веде до будинку, практично повністю вирубана.
У 2001 році з залишків садиби житель Золочева вкрав одного з двох мармурового лева (другого жителі Лютівки сховали «від гріха подалі»). У 2004 році був зруйнований старовинний кам'яний флігель садиби.

## Сьогодення
Сьогодні Лютівська сільська рада здивує кожного гостя своїми мальовничими краєвидами, первозданною красою лісу. На території села знаходяться 6 мальовничих ставків, які є початком річки Грайворонка, яка впадає в річку Ворскла.

## Відомі особистості
В поселенні народився:
- Попович Олег Петрович (1983-2016) — український воїн, учасник війни на сході України.

## Також
- Перелік населених пунктів, що постраждали від Голодомору 1932—1933 (Харківська область)